# 堺化学工業
堺化学工業株式会社（さかいかがくこうぎょう、Sakai Chemical Industry Co.,Ltd.）は、大阪府堺市堺区戎島町に本社を置く酸化チタンなどの化学製品を製造・販売する総合化学企業である。

## 概要
1918年（大正7年）創業。酸化チタンを主として、無機材料製品、触媒製品、電子材料部品などの製造を行っている。無機材料製品では酸化チタン、バリウム、ストロンチウム、亜鉛などの分野に強みを持ち、同社の医薬品事業の形成にもつながっている。その他、触媒分野でも、光触媒や脱硝触媒、油脂加工触媒、オゾン分解触媒などの分野で実績を持つ。なお、医薬品事業は、2013年（平成25年）4月に感冒薬「改源」の販売元で知られる株式会社カイゲンへ事業譲渡し、同社はカイゲンファーマ株式会社に商号変更した。
かつてはバリウムの原料である重晶石（硫酸バリウム）の確保を目的として、北海道赤井川村に小樽松倉鉱山（小樽鉱業所）を保有していた。1935年（昭和10年）に同社に買収された後に開発され、1971年（昭和46年）に閉山している。
みどり会の会員企業であり三和グループに属している。

## 沿革
- 1918年（大正7年）6月 - 堺製錬所として創立。亜鉛華の製造開始。
- 1920年（大正9年）5月 - 合資会社に改組。
- 1920年（大正9年）11月 - リトポン、塩化亜鉛、沈バリ、硫バリ、炭バリの製造開始。
- 1932年（昭和7年）2月 - 株式会社に改組。
- 1932年（昭和7年）11月 - 社名を堺化学工業株式会社に変更。
- 1935年（昭和10年）1月 - わが国初となるアナタース型酸化チタンの工業的生産に成功。
- 1935年（昭和10年）8月 - 北海道小樽市の重晶石鉱山の自営を開始し、バリウム化合物の一貫生産を開始。
- 1936年（昭和11年）2月 - 子会社として堺商事株式会社を設立し、原料や商品輸入などの商事事業に進出。
- 1949年（昭和24年）6月 - 塩化ビニール用安定剤の製造開始。
- 1950年（昭和25年）3月 - 大阪証券取引所上場。
- 1950年（昭和25年）6月 - 塩化ビニール用金属石鹸の製造開始。
- 1959年（昭和34年）2月 - 道路区画標示材「ラインファルト」の製造販売を開始。
- 1961年（昭和36年）10月 - 東京証券取引所上場。
- 1964年（昭和39年）3月 - 改源株式会社を吸収し、当社子会社として株式会社カイゲンを設立。
- 1965年（昭和40年）2月 - 長野工場の完成により医薬品の製造開始。
- 1969年（昭和44年）6月 - 泉北工場の完成により触媒の製造開始。
- 1969年（昭和44年）11月 - X線造影剤「バリトップ」の製造開始。
- 1975年（昭和50年）7月 - 子会社としてラインファルト工業株式会社を設立し、交通安全対策分野に進出。
- 1978年（昭和53年）2月 - 脱硝触媒の製造開始。
- 1992年（平成4年）2月 - 電子セラミックス材料商業の製造を開始。
- 1993年（平成5年）9月 - 高純度硫化亜鉛の本格生産を開始。
- 1994年（平成6年）12月 - 富岡化学株式会社を営業譲受によって子会社化し、有機化学品分野へ本格進出。
- 2000年（平成12年）4月 - 株式会社トーケムプロダクツの酸化チタン事業を統合。
- 2002年（平成14年）10月 - 共同薬品株式会社の株式を取得。
- 2008年（平成20年）4月 - 有機化成品事業を子会社の富岡化学株式会社へ統合し、SC有機化学株式会社へ商号変更。
- 2012年（平成24年）2月 - 株式会社片山製薬所の全株式を取得し完全子会社化。
- 2012年（平成24年）3月 - 株式会社カイゲンを完全子会社化。
- 2013年（平成25年）4月 - 医薬事業を株式会社カイゲンへ事業譲渡。同時に株式会社カイゲンが子会社の共成製薬株式会社を吸収合併し、カイゲンファーマ株式会社に商号変更。
- 2017年（平成29年）9月 - ラインファルト工業株式会社の全株式をニチレキ株式会社に譲渡。
- 2023年（令和5年）8月 - 子会社の堺商事株式会社を完全子会社化。

## グループ会社
- 堺商事株式会社
- カイゲンファーマ株式会社
- 大崎工業株式会社
- レジノカラー工業株式会社
- 株式会社片山製薬所
- 共同薬品株式会社
- SC有機化学株式会社
- 日本カラー工業株式会社
- 常磐化成株式会社